# It's Alright (East 17)
It's Alright is een single van de Britse jongensgroep East 17 van hun debuutalbum Walhamstow uit 1993. Op 27 november van dat jaar werd het nummer eerst op single uitgebracht in het Verenigd Koninkrijk en Ierland en in januari 1994 in de rest van Europa, Australië en Nieuw-Zeeland.

## Achtergrond
Dit pop-dansnummer werd de meest succesvolle single van de groep in Europa. In thuisland het Verenigd Koninkrijk behaalde de single  een top drie-notering in de UK Singles Chart en werden er 200.000 exemplaren van verkocht, waarmee de single een zilveren status verkreeg. De single behaalde de nummer 1- positie in Frankrijk, Ierland, Zwitserland en Israël. In Australië bereikte de single na zeven weken op de nummer 1-positie te hebben gestaan, een platina status qua verkoop en werd het de vierde best verkochte single van 1994.
In Nederland werd de single destijds veel gedraaid op Radio 538 en Radio 3FM en werd een grote hit. De single bereikte de 4de positie in zowel de Nederlandse Top 40 op Radio 538 als de destijds nieuwe publieke hitlijst, de Mega Top 50 op Radio 3FM en werd daarmee de succesvolste single van de groep in Nederland.
In België bereikte de single de  4e positie in de Vlaamse Radio 2 Top 30 en de 6e positie in de Vlaamse Ultratop 50.
Het nummer begint met een piano-intro, afgeleid van composities van Bach en Chopin. Daarna gaat het op in een euro dansgeluid dat het nummer merendeels overheerst en sluit weer af met het pianospel van Tony Mortimer.

## Tracklist
CD-single / 7" picture vinylsingle
- 1 "It's Alright" (the guvnor mix) — 4:43
- 2 "It's Alright" (the ballad mix) — 5:18

CD maxi
- 1 "It's Alright" (the guvnor mix) — 4:43
- 2 "It's Alright" (the ballad mix) — 5:18
- 3 "It's Alright" (diss-cuss mix) — 6:53
- 4 "It's Alright" (diss-cuss dub) — 7:02
- 5 "It's Alright" (uncles Bob's all strung out mix) — 7:08

12" CD maxi
- 1 "It's Alright" (the guvnor mix)
- 2 "It's Alright" (diss-buss mix)
- 3 "It's Alright" (uncle Bob's all strung out mix)

CD maxi - The Remixes
- 1 "It's Alright" (uncle Bob's all strung out mix) — 7:10
- 2 "It's Alright" (big boss mix) — 3:42
- 3 "It's Alright" (swing mix) — 3:53
- 4 "It's Alright" (biffCo mix) — 8:59